# Just
"Just" é uma canção da banda de rock inglesa Radiohead. É a sétima faixa do álbum The Bends, de 1995. Foi lançada como quarto single do disco, chegando à 19.ª posição na parada de singles do Reino Unido em setembro do mesmo ano.

## Gravação
Grande parte de "Just" foi composta pelo guitarrista Jonny Greenwood. De acordo com o vocalista, Thom Yorke, Greenwood "estava tentando colocar o máximo de acordes possível em uma música". O riff angular de guitarra foi influenciado pela versão de John McGeoch da canção "Shot by Both Sides", do Magazine, de 1978; Greenwood disse que era "praticamente o mesmo tipo de ideia". "Just" foi produzida por John Leckie, que também produziu "Shot by Both Sides".
"Just" foi a primeira canção que o Radiohead terminou enquanto trabalhava em seu segundo álbum, The Bends (1995), no RAK Studios. De acordo com o guitarrista Ed O'Brien, as versões anteriores tinham cerca de sete minutos de duração. Yorke disse que foi a coisa mais animadora que o Radiohead gravou até então.

## Música
"Just" começa com uma guitarra dedilhada, que o crítico Mac Randall comparou à canção "Smells Like Teen Spirit", do Nirvana, de 1991. Greenwood toca escalas octatônicas que se estendem por quatro oitavas. No solo, ele usa um pedal DigiTech Whammy para mudar o tom de sua guitarra para uma frequência alta e penetrante. A letra descreve alguém em um relacionamento ruim, com um vibrato vocal "malicioso" de Yorke. O Guardian posicionou a música entre o grunge e o britpop.

## Videoclipe
No videoclipe de "Just", um homem está deitado no meio da calçada, atraindo a atenção dos transeuntes. Os membros do Radiohead assistem de um apartamento no andar de cima. A conversa do homem com os transeuntes é exibida em legendas; eles perguntam por que ele está deitado, mas ele se recusa a explicar. Por fim, o homem explica, mas sua explicação não tem legenda. Os espectadores deitam-se ao lado dele.
O vídeo foi dirigido por Jamie Thraves, que o adaptou de uma ideia que teve para um curta-metragem. Foram necessários dois dias para filmar. As cenas de rua foram filmadas na Liverpool Street, em Londres; as cenas da banda foram filmadas em um estúdio.

## Recepção
Em agosto de 1995, Jordan Paramor, do Smash Hits, deu a "Just" nota quatro de cinco, escrevendo: "Suas canções são complicadas porque você sempre acha que elas são um pouco chatas na primeira vez que as ouve, porque nada realmente parece acontecer, mas dê uma chance a elas e logo vão te deixar louco! Essa é lenta, mas descolada, boa para relaxar, mas animada o suficiente para ser dançante". Em 2007, a NME nomeou "Just" o 34.º maior "hino indie". Em 2017, a mesma publicação nomeou o solo de guitarra como um dos maiores de todos os tempos. Em 2020, o Guardian nomeou-a a 32.ª melhor canção do Radiohead, escrevendo: "Distorção de tempestade de granizo encontra ganchos alegres, vocais astutos e ... um desfile absurdo de acordes de guitarra. O refrão vira o ethos grunge de cabeça para baixo, trocando a auto-aversão pelo vitríolo teatral".

## Posição nas paradas musicais
| Parada (1995)                                  | Melhor posição |
| ---------------------------------------------- | -------------- |
| Canadá (RPM Rock/Alternative)                  | 7              |
| Escócia (OCC)                                  | 18             |
| Reino Unido (OCC)                              | 19             |
| Estados Unidos (Billboard Alternative Airplay) | 37             |

## Certificações
| Região | Certificação | Vendas   |
| --- | ------------ | -------- |
| Canadá (Music Canada)                                                                                             | Ouro         | 5 000^   |
| Reino Unido (BPI)                                                                                                 | Prata        | 200,000^ |
| *números de vendas baseados somente na certificação ‡vendas+valores de streaming baseados somente na certificação |              |          |

## Histórico de lançamento
| Região      | Data                 | Formato(s)  | Gravadora(s) | Ref.   |
| ----------- | -------------------- | ----------- | ------------ | ------ |
| Reino Unido | 21 de agosto de 1995 | CD1 cassete | Parlophone   | [ 1 ]  |
| Reino Unido | 28 de agosto de 1995 | CD2         | Parlophone   | [ 21 ] |